# فینال جام باشگاه‌های جهان ۲۰۱۸
فینال جام باشگاه‌های جهان ۲۰۱۸ بازی نهایی جام باشگاه‌های جهان ۲۰۱۸، یک تورنمنت بین‌المللی فوتبال باشگاهی به میزبانی امارات متحده عربی بود. این پانزدهمین فینال جام باشگاه‌های جهان بود، مسابقاتی که فیفا بین برندگان شش کنفدراسیون قاره‌ای و همچنین قهرمان لیگ کشور میزبان برگزار می‌کرد.
فینال بین باشگاه اسپانیایی رئال مادرید، نماینده یوفا به عنوان قهرمان لیگ قهرمانان اروپا، و باشگاه اماراتی العین، نماینده ای‌اف‌سی به عنوان قهرمان لیگ برتر امارات متحده عربی برگزار شد. مسابقه در ۲۲ دسامبر ۲۰۱۸ در ورزشگاه شهر ورزشی زاید در ابوظبی برگزار شد.
رئال مادرید فینال را ۴–۱ برد و سومین قهرمانی متوالی و چهارمین قهرمانی جام باشگاه‌های جهان را به دست آورد و از رکورد بارسلونا رد شد.

## تیم‌ها
| تیم         | کنفدراسیون      | نحوه صعود                                 | حضور قبلی            |
| ----------- | --------------- | ----------------------------------------- | -------------------- |
| رئال مادرید | یوفا            | قهرمان لیگ قهرمانان اروپا ۱۸–۲۰۱۷         | ۳ (۲۰۱۴، ۲۰۱۶، ۲۰۱۷) |
| العین       | ای‌اف‌سی (میزبان) | قهرمان لیگ برتر امارات متحده عربی ۱۸–۲۰۱۷ | اولین                |

## ورزشگاه
ورزشگاه شهر ورزشی زاید در ابوظبی در ماه مه ۲۰۱۸ به عنوان محل برگزاری فینال اعلام شد و نقش خود را به عنوان مکان نهایی در سال‌های ۲۰۰۹، ۲۰۱۰ و ۲۰۱۷ تکرار کرد. این ورزشگاه بزرگترین ورزشگاه امارات متحده عربی است و عمدتاً توسط تیم ملی فوتبال امارات استفاده می‌شود. ورزشگاه شهر ورزشی زاید میزبان فینال جام ملت‌های آسیا ۱۹۹۶ بود و میزبان چند بازی در جام ملت‌های آسیا ۲۰۱۹ نیز بود. این ورزشگاه همچنین روی اسکناس ۲۰۰ درهم نیز وجود دارد. این ورزشگاه ۴۳,۰۰۰ نفری در سال ۱۹۸۰ افتتاح شد و همچنین میزبان مسابقات جام جهانی فوتبال زیر ۲۰ سال ۲۰۰۳ و جام جهانی فوتبال زیر ۱۷ سال ۲۰۱۳ بود.

## پیش زمینه
رئال مادرید با غلبه بر لیورپول در فینال به عنوان قهرمان لیگ قهرمانان اروپا ۱۸–۲۰۱۷ راهی جام باشگاه‌های جهان شد. این باشگاه سه دوره از چهار دوره قبلی جام باشگاه‌های جهان را به دست آورد: ۲۰۱۴، ۲۰۱۶ و ۲۰۱۷. این پنجمین حضور و سومین حضور متوالی آنها در این مسابقات بود که هر دو یک رکورد برای تیم‌های اروپایی بود. این بازی چهارمین فینال کلی آنها (پس از سال‌های ۲۰۱۴، ۲۰۱۶ و ۲۰۱۷) بود که رکورد را با بارسلونا مساوی کرد. این مسابقه همچنین سومین فینال متوالی آنها بود که رکورد آنها در دوره قبلی را افزایش داد. این مسابقه چهاردهمین فینال متوالی و کلی با حضور یک تیم اروپایی بود (فقط اولین فینال ۲۰۰۰ بدون تیمی از اروپا بود) و هشتمین فینال کلی و پنجمین فینال متوالی با حضور یک تیم اسپانیایی بود که همگی رکوردهای مسابقات را افزایش دادند. اگر رئال مادرید برنده می‌شد، با ۴ عنوان قهرمانی، رکورد قهرمانی جام باشگاه‌های جهان را می‌شکست و از بارسلونا جلو می‌زد. این برد همچنین باعث افزایش رکورد بیشترین عناوین متوالی برای یک تیم (۳)، بیشترین عنوان برای یک کنفدراسیون (۱۱ برای یوفا)، بیشترین عنوان متوالی برای یک کنفدراسیون (۶ برای یوفا)، بیشترین عنوان برای یک کشور (۷ برای اسپانیا)، و بیشترین عناوین متوالی برای یک کشور (۵ برای اسپانیا) می‌شد.
العین به عنوان قهرمان فصل ۱۸–۲۰۱۷ لیگ برتر امارات متحده عربی، لیگ برتر امارات متحده عربی، به اولین جام باشگاه‌های جهان خود راه یافت. العین اولین تیم اماراتی بود که به فینال جام باشگاه‌های جهان راه یافت و همچنین دومین تیم آسیایی (پس از کاشیما آنتلرز در سال ۲۰۱۶) بود. این فینال همچنین چهارمین فینالی بود که میزبان به فینال رسید (پس از کورینتیانس در سال ۲۰۰۰، الرجا کازابلانکا در سال ۲۰۱۳ و کاشیما آنتلرز در سال ۲۰۱۶). اگر العین برنده می‌شد، آنها اولین تیم خارج از اروپا و آمریکای جنوبی می‌شدند که قهرمان جام باشگاه های جهان و همچنین دومین نماینده میزبان قهرمان مسابقات (پس از کورینتیانس در سال ۲۰۰۰) می‌شدند.
پس از پیروزی رئال مادرید مقابل کاشیما آنتلرز در فینال ۲۰۱۶، این دومین فینال بین یک تیم آسیایی و اروپایی بود. فینال همچنین سومین فینال بین نماینده میزبان و یک تیم اروپایی بود که هر دو فینال را تیمی از اروپا فتح کرد. این مسابقه چهارمین فینالی بود که پس از سال‌های ۲۰۱۰، ۲۰۱۳ و ۲۰۱۶ تیمی از آمریکای جنوبی در آن حضور نداشت (که تیم‌های اروپایی برنده شدند).

## مسیر تا فینال
| رئال مادرید   | رئال مادرید | تیم                     | العین        | العین              |
| ------------- | ----------- | ----------------------- | ------------ | ------------------ |
| حریف          | نتیجه       | جام باشگاه‌های جهان ۲۰۱۸ | حریف         | نتیجه              |
| استراحت       | استراحت     | مرحله اول               | تیم ولینگتون | ۳–۳ (و.ا.) (۴–۳ پ) |
| استراحت       | استراحت     | مرحله دوم               | اسپرانس تونس | ۳–۰                |
| کاشیما آنتلرز | ۳–۱         | نیمه نهایی              | ریور پلاته   | ۲–۲ (و.ا.) (۵–۴ پ) |

### رئال مادرید
رئال مادرید به عنوان قهرمان اروپا، در مرحله نیمه نهایی وارد مسابقات شد، جایی که آنها با کاشیما آنتلرز ژاپن، قهرمان آسیا روبرو شدند. کاشیما که قهرمان کونکاکاف، گوادالاخارا را شکست داده بود، در فینال ۲۰۱۶ مغلوب رئال مادرید شد. مادرید با هت‌تریک گرت بیل، آنتلرز را ۳–۱ شکست داد. بیل در دقایق ۴۴، ۵۳ و ۵۵ برای رئال مادرید گلزنی کرد. شوما دوی در دقیقه ۷۸ پس از اعلام نتیجه توسط کمک‌داور ویدئویی برای کاشیما یک گل به ثمر رساند.

### العین
در مرحله اول در ۱۲ دسامبر، العین پس از تساوی ۳–۳ در ورزشگاه خانگی خود، ورزشگاه هزاع بن زاید، تیم ولینگتون را در ضربات پنالتی شکست داد. ولینگتون، یک باشگاه نیمه حرفه‌ای که به عنوان قهرمان لیگ قهرمانان اقیانوسیه واجد شرایط بود، با برتری ۳–۱ وارد نیمه دوم شد که با گل‌های تونگو دومبیا و مارکوس برگ بازی به تساوی رسید. این مسابقه پس از وقت اضافه بدون گل باقی ماند و به ضربات پنالتی کشیده شد که العین پس از ۵ دور پس از ۲ سیو خالد عیسی، ۴–۳ پیروز شد.
العین در مرحله دوم که سه روز بعد در ورزشگاه هزاع بن زاید برگزار شد، به مصاف اسپرانس تونس، قهرمان آفریقا رفت. این تیم اسپرانس را با نتیجه ۳–۰ شکست داد و با دو گل در ۱۶ دقیقه ابتدایی پیش افتاد و سپس با یک گل در دقیقه ۶۰ توسط بندر الاحبابی، کار را تمام کرد. العین در نیمه نهایی با شکست ریور پلاته، قهرمان جام لیبرتادورس در ضربات پنالتی به فینال جام باشگاه‌های جهان صعود کرد. بازی با ۳ گل زودهنگام توسط مارکوس برگ از العین (۱ گل) و رافائل سانتوس بوره (۲ گل) از ریور پلاته برگ آغاز شد. پس از اینکه گل تساوی العین توسط کمک‌داور ویدئویی مردود اعلام شد، کایو لوکاس فرناندس در دقیقه ۵۱ برای العین گلزنی کرد تا تیم‌ها به تساوی ۲–۲ برسند. پس از یک وقت اضافی بدون گل، با کمک سیوهای خالد عیسی، العین در ضربات پنالتی ریور پلاته را با نتیجه ۵–۴ شکست داد. زوران مامیچ، سرمربی تیم العین، ناکامی ریور پلاته را "بزرگترین دستاورد" تاریخ فوتبال امارات نامید.

## مسابقه

### خلاصه
رئال مادرید در نیمه اول ۷۰ درصد مالکیت توپ را در اختیار داشت و از خطاهای دفاعی العین استفاده کرد و ۱۱ شوت زد. لوکا مودریچ پس از یک سیو از سوی حسین الشحات، بازیکن العین، در دقیقه ۱۴ با ضربه پای چپ دروازه العین را باز کرد. کایو یک دقیقه بعد سعی کرد گل تساوی را به ثمر برساند، اما گلش آفساید شد. این نیمه با برتری ۱–۰ برای مادرید به پایان رسید و چند ضربه دیگر توسط خالد عیسی دروازه‌بان العین مهار شد.
مادرید نیمه دوم را با یک سری حملات دیگر و در حالی که مالکیت توپ را در اختیار داشت آغاز کرد و در دقیقه ۶۰ با ضربه راه دور مارکوس یورنته به گل دوم خود رسید. سرعت بازی سپس کاهش یافت زیرا العین به دنبال یافتن یک گل تسلی بخش بود و کایو از اشتباه دفاعی سرخیو راموس استفاده کرد اما نتوانست مقابل تیبو کورتوا گلزنی کند. راموس در دقیقه ۷۹ با ضربه سر روی یک ضربه کرنر توسط مودریچ پس از ضدحمله به گل رسید تا رئال مادرید با ۳ گل به برتری برسد. شش دقیقه بعد، یک ضربه ایستگاهی توسط کایو به تسوکاسا شیوتانی، مدافع چپ العین رسید که تنها گل العین در این بازی را به ثمر رساند. در وقت‌های تلف شده، یک گل به خودی توسط یحیی نادر، بازیکن العین روی ارسال وینیسیوس جونیور، بازیکن تعویضی مادرید به ثمر رسید. این هدف نهایی مادرید بود که برتری خود را به ۴–۱ افزایش دهد.

### جزئیات
| ۲۲ دسامبر ۲۰۱۸ ۲۰:۳۰ | رئال مادرید                                                 | ۴–۱   | العین       | ورزشگاه شهر ورزشی زاید، ابوظبی تماشاگران: ۴۰٬۶۹۶ داور: خایر ماروفو (آمریکا) |
| ۲۲ دسامبر ۲۰۱۸ ۲۰:۳۰ | مودریچ ۱۴' · یورنته ۶۰' · راموس ۷۹' · نادر ۱+۹۰' (گل‌به‌خودی) | گزارش | شیوتانی ۸۶' | ورزشگاه شهر ورزشی زاید، ابوظبی تماشاگران: ۴۰٬۶۹۶ داور: خایر ماروفو (آمریکا) |
| ۲۲ دسامبر ۲۰۱۸ ۲۰:۳۰ |                                                             |       |             | ورزشگاه شهر ورزشی زاید، ابوظبی تماشاگران: ۴۰٬۶۹۶ داور: خایر ماروفو (آمریکا) |

| رئال مادرید | العین |

| GK              | ۲۵ | تیبو کورتوا           |     |     |
| RB              | ۲  | دنی کارواخال          |     |     |
| CB              | ۵  | رافائل واران          |     |     |
| CB              | ۴  | سرخیو راموس (کاپیتان) | '۴۵ |     |
| LB              | ۱۲ | مارسلو                |     |     |
| CM              | ۱۰ | لوکا مودریچ           |     |     |
| CM              | ۱۸ | مارکوس یورنته         |     | '۸۲ |
| CM              | ۸  | تونی کروس             |     | '۷۰ |
| RF              | ۱۷ | لوکاس واسکز           |     | '۸۴ |
| CF              | ۹  | کریم بنزما            |     |     |
| LF              | ۱۱ | گرت بیل               |     |     |
| نیمکت نشینان:   |    |                       |     |     |
| GK              | ۱  | کیلور ناواس           |     |     |
| GK              | ۱۳ | کیکو کاسیا            |     |     |
| DF              | ۳  | خسوس وایخو            |     |     |
| DF              | ۶  | ناچو                  |     |     |
| DF              | ۱۹ | آلوارو اودریزولا      |     |     |
| DF              | ۲۳ | سرخیو رگیلون          |     |     |
| MF              | ۱۴ | کاسمیرو               |     | '۸۲ |
| MF              | ۱۵ | فدریکو والورده        |     |     |
| MF              | ۲۰ | مارکو آسنسیو          |     |     |
| MF              | ۲۲ | ایسکو                 |     |     |
| MF              | ۲۴ | دنی سبایوس            |     | '۷۰ |
| FW              | ۲۸ | وینیسیوس جونیور       |     | '۸۴ |
| سرمربی:         |    |                       |     |     |
| سانتیاگو سولاری |    |                       |     |     |

| GK            | ۱۷ | خالد عیسی              |  |     |
| RB            | ۲۳ | محمد احمد              |  | '۶۴ |
| CB            | ۵  | اسماعیل احمد (کاپیتان) |  |     |
| CB            | ۱۴ | محمد فایز              |  |     |
| LB            | ۳۳ | تسوکاسا شیوتانی        |  |     |
| CM            | ۴۳ | ریان یسلم              |  |     |
| CM            | ۱۶ | محمد عبدالرحمان        |  | '۶۷ |
| CM            | ۳  | تونگو دومبیا           |  |     |
| RW            | ۷۴ | حسین الشحات            |  |     |
| LW            | ۷  | کایو                   |  |     |
| CF            | ۹  | مارکوس برگ             |  | '۷۵ |
| نیمکت نشینان: |    |                        |  |     |
| GK            | ۱  | محمد بو سنده           |  |     |
| GK            | ۱۲ | حمد المنصوری           |  |     |
| DF            | ۱۹ | مهند سالم              |  |     |
| DF            | ۴۴ | سعید جمعه              |  |     |
| MF            | ۶  | عامر عبدالرحمن         |  | '۶۷ |
| MF            | ۱۱ | بندر الاحبابی          |  | '۶۴ |
| MF            | ۱۳ | احمد برمان             |  |     |
| MF            | ۱۸ | ابراهیم دیاکی          |  |     |
| MF            | ۲۸ | سلیمان ناصر            |  |     |
| MF            | ۳۰ | محمد خلفان             |  |     |
| MF            | ۸۸ | یحیی نادر              |  | '۷۵ |
| FW            | ۹۹ | جمال ابراهیم           |  |     |
| سرمربی:       |    |                        |  |     |
| زوران مامیچ   |    |                        |  |     |

| بهترین بازیکن بازی: مارکوس یورنته (رئال مادرید) کمک داوران: فرانک اندرسون (ایالات متحده آمریکا) کوری راکول (ایالات متحده آمریکا) داور چهارم: ویلتون سامپایو (برزیل) کمک داور ذخیره: زاخله توسی سیولا (آفریقای جنوبی) کمک داوران ویدئویی: دنی ماکلی (هلند) کمک داور کمک داوران ویدئویی: مارک گایگر (ایالات متحده آمریکا) برونو بوچیلیا (برزیل) مائورو ویجلیانو (آرژانتین) | قوانین مسابقه - ۹۰ دقیقه - ۳۰ دقیقه وقت اضافه در صورت نیاز - ضربات پنالتی اگر نتیجه همچنان مساوی است - دوازده نیمکت‌نشین - حداکثر ۳ تعویض |

### آمار
| آمار          | رئال مادرید | العین |
| ------------- | ----------- | ----- |
| گل            | ۱           | ۰     |
| شوت           | ۱۱          | ۲     |
| شوت در چارچوب | ۳           | ۰     |
| سیو           | ۰           | ۲     |
| مالکیت توپ    | ٪۷۰         | ٪۳۰   |
| ضربه کرنر     | ۶           | ۲     |
| خطا           | ۶           | ۳     |
| آفساید        | ۳           | ۱     |
| کارت زرد      | ۱           | ۰     |
| کارت قرمز     | ۰           | ۰     |

| آمار          | رئال مادرید | العین |
| ------------- | ----------- | ----- |
| گل            | ۳           | ۱     |
| شوت در چارچوب | ۱۰          | ۶     |
| شوت در چارچوب | ۵           | ۲     |
| سیو           | ۱           | ۲     |
| مالکیت توپ    | ٪۵۶         | ٪۴۴   |
| ضربه کرنر     | ۲           | ۲     |
| خطا           | ۶           | ۷     |
| آفساید        | ۱           | ۱     |
| کارت زرد      | ۰           | ۰     |
| کارت قرمز     | ۰           | ۰     |

| آمار          | رئال مادرید | العین |
| ------------- | ----------- | ----- |
| گل            | ۴           | ۱     |
| شوت           | ۲۱          | ۸     |
| شوت در چارچوب | ۸           | ۲     |
| سیو           | ۱           | ۴     |
| مالکیت توپ    | ٪۶۳         | ٪۳۷   |
| ضربه کرنر     | ۸           | ۴     |
| خطا           | ۱۲          | ۱۰    |
| آفساید        | ۴           | ۲     |
| کارت زرد      | ۱           | ۰     |
| کارت قرمز     | ۰           | ۰     |

## بعد از مسابقه
رئال مادرید با پیروزی خود دارای چهار عنوان قهرمانی جام باشگاه‌های جهان شد. آنها همچنین رکورد بیشترین عناوین متوالی را با سومین قهرمانی متوالی خود افزایش دادند. این تنها جامی بود که سرمربی آنها، سانتیاگو سولاری در دوران سلطنتش در رئال مادرید به دست آورد که در اکتبر ۲۰۱۸ استخدام شد و در مارس ۲۰۱۹ اخراج شد. سولاری از صعود العین به فینال تمجید کرد و آن را یک "دستاورد قابل توجه" خواند.
مارکوس یورنته که در این دیدار یک گل به ثمر رساند، جایزه بهترین بازیکن مسابقه فینال را از آن خود کرد. گرت بیل از رئال مادرید برنده جایزه توپ طلا به عنوان بهترین بازیکن تورنمنت شد و با سه گل به عنوان بهترین گلزن نیز تبدیل شد (مساوی با رافائل سانتوس بوره از ریور پلاته). کایو از العین پس از بیل برنده جایزه توپ نقره شد. رئال مادرید همچنین جایزه بازی جوانمردانه فیفا را با بهترین رکورد انضباطی در این مسابقات به دست آورد.